# Papallacta
Papallacta es una localidad del cantón Quijos, provincia de Napo, Ecuador. Situada 67 kilómetros al este de la ciudad de Quito, es la principal proveedora del agua potable que consume esta ciudad. Destaca también por sus complejos termales.

## Historia
La teoría más difundida sobre el origen del topónimo Papallacta, es que proviene de las palabras quichua papa, tubérculo muy cultivado en la zona y llacta, que significa tierra, por lo que el nombre significaría «tierra de papas». Otra teoría apunta a que podría tratarse de un neologismo resultado de combinar la palabra castellana  papá  y la palabra quechua llacta.
Según el cronista Vásquez de Espinosa, cuando el inca Tupac Yupanqui conquistó la Sierra Norte, recibió datos de la existencia de una región muy rica en oro, canela y otras especies, por lo que el emperador inca habría enviado emisarios para investigar aquella zona al Oriente de Quito, llegando a establecer un tambo o puesto de avanzada. Más tarde, esta misma ruta sería utilizada por los conquistadores españoles cuando salieron de Quito en busca del denominado país del oro y la canela, avanzando por la cordillera de Guamaní o las cercanías del nevado Antisana. 
La primera oleada de colonización llegó a la zona en 1870, cuando indígenas de Tolontag se asentaron en Papallacta y Baeza. La comuna Jamanco fue fundada en 1903 e incluyó en sus territorios a la mayoría de los terrenos aledaños y páramos. Papallacta se constituyó como parroquia el 5 de enero de 1921. Hacia 1925 se construyeron 200 kilómetros de camino de herradura entre Pifo y Misahualli para facilitar la entrada del ejército, el comercio entre la Sierra y la Amazonía y la explotación del caucho, que transportaban en acémilas, así como víveres y otros insumos. A la vez, se llevaban desde el Oriente hacia Quito productos como naranjilla, café, cacao, chonta, plátano, miel de abeja, carne seca, frutas silvestres. 
Durante los años 60 se construye la carretera Pifo–Papallacta, por parte del estado ecuatoriano. En 1971, la compañía petrolera William Brothers llega a la zona y se reinicia la construcción de la carretera entre Papallacta y Lago Agrio para la explotación petrolera en la provincia de Napo. Con el acceso facilitado por esta vía de comunicación, se construyen en la zona las primeras piscinas para utilizar las vertientes de agua termal existentes en el sector, generando prosperidad económica por un lado, pero por otro alterando también el ecosistema de la región.

## Geografía
Papallacta se encuentra por vía terrestre a 67 kilómetros de la ciudad de Quito. Posee un clima frío andino por su altitud (3.300 m s. n. m.) y su cercanía con el nevado Antisana. Limita por el norte con la parroquia Oyacachi del cantón El Chaco, por el sur con la parroquia Cuyuja, por el este con la cabecera cantonal Baeza y por el oeste con el Distrito Metropolitano de Quito.
En el tramo de camino hacia la parroquia, en la zona de mayor altitud, es frecuente la presencia de nevadas durante la época de invierno andino. Según el censo de 2001, tiene 806 habitantes.
Está rodeado de páramos con una gama de especies de flora y fauna, destacando el cóndor andino y el oso de anteojos, ambos considerados en peligro de extinción.

## Agricultura y ganadería
En la parroquia se cultivan productos andinos de clima frío como tubérculos y cereales. Varias hectáreas de la zona se dedican también a la producción de pastizales. Debido a las condiciones climáticas extremas que enfrenta la localidad, quienes practican la agricultura deben emplear invernaderos.
La crianza de truchas es otra actividad que ha cobrado gran auge en la parroquia, así como en el resto del Quijos. En Papallacta funciona además el Centro de Investigaciones Acuícolas CENIAC, a cargo de la Subsecretaría de Acuacultura del Ministerio de Acuacultura y Pesca del Ecuador.

## Flora y Fauna
Flora Se puede apreciar diversidad de flora como los árboles de quinua, romerillo, chuquiragua, achupalla. Gynoxis, árboles de aproximadamente 2.5, m de alto con ramas jóvenes, algo tormentosas. “Árbol de papel” por su corteza papirácea de color café claro. Polylepis, de hasta 10 m de altura con ramas tortuosas. Además, el sector está dominado por paja de 50 a 100 cm de altura, puya y matorral disperso.
Fauna Se puede observar mamíferos como: venado de cola blanca, lobo de páramo y conejo silvestre; y aves como zumbador, mirlo, pato de lagunas, quilico, curiquingue; en la laguna más pequeña moran parejas de gaviotas de altura; en ocasiones se puede apreciar el vuelo del cóndor. Además, existe trucha de la variedad arcoíris.

## Provisión de agua potable a la ciudad de Quito
En coordinación con el Municipio de Quito, diversas obras efectuadas dentro de la parroquia Papallacta, ubicada dentro del parque nacional Cayambe-Coca, proveen de líquido vital a la capital ecuatoriana, de más de dos millones de habitantes. El proyecto Chalpi Grande Grande-Papallacta, que capta agua de los ríos Chalpi y Encantado de la provincia de Napo, se estima que asegurará la dotación de agua a diversas parroquias del Distrito Metropolitano de Quito hasta el año 2050, además de una central hidroeléctrica en la zona, que apoyará el funcionamiento del Sistema de Transporte Metro de Quito.

## Turismo
La principal actividad económica de la parroquia de Papallacta es el turismo de visita a las fuentes de aguas termales, que incluyen un balneario de propiedad pública del GAD de Papallacta y varios balnearios de propiedad privada, así como alojamientos y miradores. La oferta gastronómica incluye platillos con productos de la zona. Destacan también las prácticas de senderismo y pesca deportiva alrededor de las lagunas Tuminguina y Potrerillos, en las faldas del volcán Antisana.